# Alan Rough
Alan Roderick Rough (Glasgow, 25 de novembro de 1958) é um ex-futebolista escocês que atuou na Copa de 1982.
Em clubes, se destacou no Partick Thistle, onde atuou durante treze anos. Jogou também por Hibernian, Orlando Lions, Celtic e Hamilton Academical.
Deixou de jogar em 1990, tendo disputado uma partida pelo Ayr United. 
Foi o goleiro titular da Seleção Escocesa na Copa do Mundo de 1982, tendo levado 4 gols da mítica Seleção Brasileira treinada por Telê Santana. 